# Archembia kotzbaueri
Archembia kotzbaueri är en insektsart som först beskrevs av Luisa Eugenia Navas 1925.  Archembia kotzbaueri ingår i släktet Archembia och familjen Archembiidae. Inga underarter finns listade i Catalogue of Life.